# Rain Man
Rain Man er en Oscar-vindende film fra 1988, instrueret af Barry Levinson, der fortæller historien om en selvoptaget, egoistisk yuppie, Charlie Babbitt, der opdager at hans far har efterladt sine ejendele til hans bror, Raymond, der er savant autist, og som Charlie ikke vidste han havde. I filmen spiller Tom Cruise Charlie Babbitt, Dustin Hoffman spiller broderen Raymond og Valeria Golino Charlies kæreste, Susanna. Karakteren Raymond var inspireret af en virkelig person, Kim Peek.